# Sizzano
Sizzano là một đô thị ở tỉnh Novara ở vùng Piedmont của Ý, tọa lạc cách 80 km về phía đông bắc của Torino and about 20 km về phía tây bắc của Novara. Tại thời điểm ngày 31 tháng 12 năm 2004, đô thị này có dân số 1.452 người và diện tích là 10,5 km².
Sizzano giáp các đô thị: Carpignano Sesia, Cavaglio d'Agogna, Fara Novarese, và Ghemme.